# 黑暗之魂III
《黑暗之魂III》是一款由日本電子遊戲公司From Software製作的動作角色扮演遊戲，亦是《黑暗之魂》系列的第三部作品，於2016年于Microsoft Windows、PlayStation 4和Xbox One平台上发行。

## 遊戲情節
遊戲時代比二代更為遙遠，設定於前身為一代的羅德蘭（Lordran）的洛斯里克王國（Kingdom of Lothric），延續火之世代的初始之火歷經多個世代後再次衰弱，同時黑暗世代中死後復活的不死人也再次出現，一眾王者和英雄必須再次進行名為「傳火」的儀式，以自身靈魂重燃初始之火，才能把火之世代延續下去。在這世代中身負傳火責任的乃王國的王子洛斯里克（Prince Lothric），但他因發現傳火只是一個騙局，厭倦不斷循環的世界而未有執行職責，過去成功傳火而死去的四位「薪王」（Lord of Cinder）因而被喚醒，但除了薪王魯道斯（Ludleth of Courland）以外其餘三位薪王都因各自的理由而放棄再次傳火，由於只憑魯道斯的力量不足以傳火，因此過去在傳火中失敗並死去的不死人「無火的餘灰」（Unkindled One
身為餘灰的遊戲主角從墳墓中唤醒，不久到達一眾王座的所在地傳火祭祀場（Firelink Shrine），負責看守祭祀場的防火女（Fire Keeper）表示為阻止深海時代的來臨，主角須出發擊敗三位薪王與洛斯里克王子並把各人的「柴薪」（Cinders of a Lord）帶回王座。三位不願傳火的薪王分別為保護王國免受深淵侵蝕的法蘭不死隊(遊戲中作為boss名為深淵的監視者)（Abyss Watchers）、無法抵滅罪業火焰的巨人王尤姆（Yhorm）、以及吞噬神明的艾爾德利奇（Aldrich）。主角擊敗各薪王和集合眾王力量後到達初始之火的火爐並戰勝其守護者：過往所有參與傳火的薪王結合而成的集合體「薪王們的化身」（Soul of Cinder）。視乎玩家選擇，主角可傳火以延續火之世代、讓初始之火熄滅使深海時代降臨、或奪取初始之火成為遊魂之王(獲得初始之火的溫暖也是所有灰燼畢生所求)

### 追加下载内容（DLC）
- 艾雷德爾之燼（Ashes of Ariandel）

畫中的世界，一個充滿被現實世界所遺棄,無處容身者的避難所，由於艾雷德爾神父及身為灰燼之一的芙莉德修女不願改變畫中世界，世界正逐漸腐朽，負責重建畫中世界的人亦被禁錮，她的僕從因此離開了畫中世界到達洛斯里克尋求主角的協助，希望得到火焰重建畫中世界。
艾雷德爾之燼引进了一个新的地图——艾雷德尔的绘画世界。 当玩家操纵主角到达幽邃教堂的净身小教会时，会遇到了一个游荡的骑士——盖尔，他会恳求主角进入绘画世界，并实现一个预言，为“艾雷德尔”带来“火焰”。 绘画世界的居民会各种各样地请求灰烬按照预言点燃绘画世界，或者坐视它慢慢腐烂。 一位少女画师告诉灰烬，“盖尔爷爷”承诺找到她的染料来描绘一个新世界。 玩家的决定会触发boss战，最终艾雷德尔被点燃了。 少女感谢玩家展示她的火焰并描绘她的新世界。
为了与之前的DLC保持一致，艾雷德尔之烬不仅引入了一个实质性的新领域，还有两个首領战，还有若干新武器，法术和盔甲。
- 環印城（The Ringed City）

經過多次的傳火，世界也終於走到了盡頭，傳說中世界的盡頭有一座環印城，城內藏有初代王魂之一的黑暗靈魂以及不死人的秘密，主角受到引導下，來到了環印城發現被埋藏多年的真相.....

## 遊戲玩法
遊戲維持使用第三人身視角。總監宫崎英高表示玩法與《黑暗靈魂》相近，玩家可使用一系列武器，包括短弓、火焰壺(類似炸彈的道具)、大劍、雙手劍等，以及使用盾牌格開敵攻擊以免受傷，敵人攻擊也能通過翻滾進行迴避。作為檢查點的「篝火」（Bonfires）也重臨；灰燼（Ashen one）在遊戲中扮演重要的角色；曾於《惡魔之魂》中採用的魔力計(FP, Focus Points)回歸，使用魔法攻擊將耗用魔力值，事後需使用「原素灰瓶」（Ash Estus Flask）回復。「原素灰瓶」是遊戲中兩種元素瓶之一，另一是能回復生命值的普通「原素瓶」（Estus Flask）。
遊戲的戰鬥和行動速度變得更快捷和流暢，包括背刺和揮舞重型武器在內的部分動作可更快速地進行，使玩家能在短時間內對敵人造成更大傷害。各敵人均有不同的行為，部分能在戰鬥中改變其作戰方式。遊戲引進了名為「戰技」（Weapon Arts）的新元素：各武器和盾牌均可透過耗用fp發動其獨特能力。遊戲也加強了角色扮演的成分，改善了武器和容許玩家對遊戲主角進行更多設定以提供更自由的戰術選擇。遊戲的地圖數量比前作少但面積更大和更細緻以鼓勵玩家進行探索。遊戲廢除了前作的角色數值「適應力」（Adaptability），其餘各數值亦被調整。與前兩作相同，遊戲也設有線上多人模式。

## 開發
本作的開發始於2013年年中，早於《黑暗靈魂II》發售，《黑暗靈魂II》是由谷村唯、渋谷知廣擔任總監，而非系列創始人宮崎英高。本作與《血源詛咒》同時開發，由兩個不同的團隊分別進行。在開發完《血源詛咒》之後宮崎英高回歸到《黑暗靈魂III》的總監職位，此外《重鐵騎》總監岡野勇加入開發團隊擔任副總監，《黑暗靈魂II》總監谷村唯也有參與開發。

## 評價
遊戲獲一致好評，評論員對圖像和戰鬥機制予以讚揚，認為與From Software的另一遊戲《血源詛咒》相似。《IGN》成員Chloi Rad為遊戲給予9.5/10分，表示《黑暗靈魂III》作為《黑魂系列》的最後作品，是一款及格的送別作；《Eurogamer》成員Rich Stanton以「必須要玩的」形容遊戲，指出《黑暗靈魂III》非常出色，是《黑魂系列》的合適最終作；《Ars Technica》成員Steven Strom認為遊戲保留了《黑魂系列》的流暢和渲染，部分頭目戰也屬系列之冠；《衛報》成員Simon Parkin為遊戲給予5/5分，認為遊戲也許欠缺首作的創新，但稱得上是系列中最嶄新和完成程度最高的作品。
遊戲的畫面更新率、性能表現、直線性質的地圖設計、以及萬代對遊戲發行的處理手法備受批評。《Polygon》成員Philip Kollar為遊戲給予7/10分，對遊戲缺乏驚喜和隨意式的設計表示失望，認為不論在世界設計、節奏和技術層面，《黑暗靈魂III》均未達水準。在4月9日推出的修補檔案修正了部分評論員提及的畫面更新率與技術問題。

### 行銷
遊戲發行兩星期後，PlayStation 4版本於日本售出超過二十萬份。遊戲也成為萬代首天銷售情況最好與售出速度最快的作品。萬代於2016年5月10日宣佈遊戲已在全球發行超過三百萬份：五十萬份銷住日本和亞洲，一百五十萬份銷住北美，一百萬份銷往歐洲。有報告指出此遊戲成為北美地區首天銷量最好的軟體。

### 獲獎
| 年份 | 獎項               | 獲提名            | 結果 | 來源          |
| ---- | ------------------ | ----------------- | ---- | ------------- |
| 2016 | 金搖桿獎           | 終極年度遊戲      | 獲獎 | [ 42 ] [ 43 ] |
| 2016 | 金搖桿獎           | 最佳瞬間          | 提名 | [ 42 ] [ 43 ] |
| 2016 | 金搖桿獎           | 最佳多人遊戲      | 提名 | [ 42 ] [ 43 ] |
| 2016 | 金搖桿獎           | 最佳視覺設計      | 提名 | [ 42 ] [ 43 ] |
| 2016 | 第21屆衛星獎       | 傑出動作/冒險遊戲 | 獲獎 | [ 44 ]        |
| 2016 | 遊戲大獎           | 最佳角色扮演遊戲  | 提名 | [ 45 ]        |
| 2017 | 第廿屆D.I.C.E.大獎 | 年度角色扮演遊戲  | 獲獎 | [ 46 ]        |

## 外部連結
- DARK SOULS Ⅲ 公式サイト （页面存档备份，存于）
- DARK SOULS Ⅲ (MobyGames) （页面存档备份，存于）
- DARK SOULS Ⅲ　デビュートレーラー　【E3 2015】 （页面存档备份，存于）